# طوطی درخشان
طوطی درخشان (نام علمی: Prosopeia) نام یک سرده از خانواده طوطیان است.